# Sextus Julius Frontinus
Sextus Julius Frontinus (Gallia Narbonensis, 30 – ?, 103 vagy 103) ókori római író.
Kr. u .70-ben praetor urbanus (Tac. hist. 4, 39), 75–78-ban Britanniában (Tac. AG.r 17), később Germaniában nagy sikerrel harcolt. Domitianus alatt a nyilvános élettől visszavonulva az irodalomnak élt. Plin. ep. 5, 1. Mart. 10, 58. Nerva alatt 97-ben curator aquarum lett, meghalt 105 körül. Iratai: 
- 1) a földmérésre vonatkozók, De agrorum qualitate és De controversiis libri II;
- 2) strategematon (strategematicon) libri IV, történeti anekdoták gyűjteménye, amelybe sok idegen közbetoldás (interpolatio) csúszott;
- 3) liber de aquis (aquae ductibus) urbis Romae, melyet mint a vízvezetékek felügyelője írt s a mely a legfontosabb forrás e téren.

Elveszett tactikus munkája De re militari, amelyet Vegetius használt föl.

## Magyarul
- Sextus Julius Frontinus feljegyzései Róma város vízvezetékeiről; ford. Palasovszky Sándor; Szt. Imre Ny., Szentes, 1936
- Frontinus: Róma város vízvezetékei; ford. Nyírő András; magánkiadás, Budapest, 2022